# Бад Бланкенбург
Бад Бланкенбург (на немски: Bad Blankenburg) (до 1911 г. Бланкенбург/Blankenburg) е малък град в окръг Залфелд-Рудолщат в провинция Тюрингия, Германия с 6666 жители (към 31 декември 2016).
Намира се на 6 km югозападно от Рудолщат, и 37 km югоизточно от Ерфурт. До 2007 г. градът е държавно признат въздушен курорт.
Бланкенбург е споменат за пръв път през 1267 г.